# Adelsköldska medaljen
Adelsköldska medaljen utdelas av Kungl. Vetenskapsakademien som belöning för ”av för mänsklighetens upplysning, förkovran och förbrödring synnerligen viktiga och välsignelsebringande uppfinningar och arbeten”. Medaljen utdelas i regel en gång under varje tioårsperiod.

## Pristagare
- 1909: Thomas Alva Edison
- 1914: Birger Ljungström
- 1920: Arthur Ramén tillsammans med Jacob Beskow
- 1940: Baltzar von Platen tillsammans med Carl Munters
- 1943: Artturi Virtanen
- 1955: Anders J.T. Grönwall tillsammans med Björn Ingelman
- 1960: Erik Jorpes
- 1970: Victor Hasselblad
- 1994: Donald E. Knuth
- 2010: Sune Svanberg
- 2021: Sven Mattisson[1]